# مختار الغوث
مختار الغوث (1383هـ/ 1963م - ) هو كاتبٌ ولغويٌ موريتاني، عمل أستاذاً في عدد من الجامعات السعودية منها: جامعة الملك عبد العزيز، وجامعة الملك سعود، وجامعة طيبة، ويدرس مادة مناهج بحث أدبي ولغوي.

## نشأته وتعليمه
- هو المختار بن سيدي بن محمد محمود بن الغوث، هاجر مع والده إلى المدينة المنورة عام 1391 هـ ونشأ بها، ودرس على والده القرآن الكريم.
- حصل على البكالوريوس في اللغة العربية وآدابها من جامعة الملك سعود في الرياض عام 1407هـ.
- حصل على الماجستير من جامعة الملك سعود عام 1411هـ.
- حصل على الدكتوراة من جامعة منوبة في تونس عام 1419هـ.[3]

## مؤلفاته
| الاسم                                                                                        | دار النشر                 | تاريخ النشر | عدد الصفحات | ردمك ISBN            | المصدر               |
| -------------------------------------------------------------------------------------------- | ------------------------- | ----------- | ----------- | -------------------- | -------------------- |
| اللغة هوية السلسلة: الحرب الباردة على الكينونة العربية - الجزء الأول                         | دار الروافد الثقافية      | 2019        | 156         | (ردمك 9786144660621) | [ 4 ] [ 5 ] [ 6 ]    |
| اللغة والإبداع والتعليم السلسلة: الحرب الباردة على الكينونة العربية - الجزء الثاني           | دار الروافد الثقافية      | 2019        | 312         | (ردمك 9786144660638) | [ 7 ] [ 8 ] [ 9 ]    |
| التجني على الهوية السلسلة: الحرب الباردة على الكينونة العربية - الجزء الثالث                 | ابن النديم للنشر والتوزيع | 2019        | 242         | (ردمك 9786144660645) | [ 10 ] [ 11 ] [ 12 ] |
| كيد الهوية السلسلة: الحرب الباردة على الكينونة العربية - الجزء الرابع                        | دار الروافد الثقافية      | 2019        | 428         | (ردمك 9786144660652) | [ 13 ] [ 14 ] [ 15 ] |
| الهوية بعد الحادي عشر من سبتمبر - السلسلة: الحرب الباردة على الكينونة العربية - الجزء الخامس | دار الروافد الثقافية      | 2019        | 202         | (ردمك 9786144660669) | [ 16 ] [ 17 ]        |
| الحقيقة والخيال في الغزل العذري والغزل الصريح                                                | دار كنوز المعرفة          | 2010        | 439         |                      | [ 18 ] [ 19 ] [ 20 ] |
| في بناء الفكر                                                                                | دار ابن حزم               | 2008        | 52          | (ردمك 9789953815718) | [ 21 ] [ 22 ] [ 23 ] |
| العقل أولا                                                                                   | دار ابن حزم               | 2008        | 40          | (ردمك 9789953815701) | [ 24 ] [ 25 ] [ 26 ] |
| الحركة الإسلامية في تركية                                                                    | دار ابن حزم               | 2008        | 221         | (ردمك 9789953817026) | [ 27 ] [ 28 ] [ 29 ] |
| الوجيز في العروض والقافية                                                                    | خوارزم العلمية            | 2008        | 222         |                      | [ 30 ] [ 31 ]        |
| لغة قريش                                                                                     | دار المعراج الدولية للنشر | 1997        | 397         | (ردمك 0779/19)       | [ 32 ] [ 33 ]        |
| الشعر القرشي في القرون الثلاثة الأولى                                                        |                           |             |             |                      |                      |
| النقد الأدبي في رسالة الغفران لأبي العلاء المعري                                             |                           |             |             |                      |                      |
| معلقة عمرو بن كلثوم: دراسة وتحليل                                                            |                           |             |             |                      |                      |
| دراسة نقدية لكتاب (اللهجات العربية الغربية القديمة) لكايم رابين                              |                           |             |             |                      |                      |
| السموأل: أخباره والشعر المنسوب إليه                                                          |                           |             |             |                      |                      |